# Coppa del Mondo di sci alpino 1990
La Coppa del Mondo di sci alpino 1990 fu la ventiquattresima edizione della manifestazione organizzata dalla Federazione Internazionale Sci.
La stagione maschile ebbe inizio l'11 agosto 1989 a Thredbo, in Australia, e si concluse il 17 marzo 1990 a Åre, in Svezia; furono disputate 34 gare (9 discese libere, 6 supergiganti, 7 slalom giganti, 10 slalom speciali, 2 combinate), in 19 diverse località. Lo svizzero Pirmin Zurbriggen si aggiudicò sia la Coppa del Mondo generale, sia quella di supergigante; l'austriaco Helmut Höflehner vinse la Coppa di discesa libera, il norvegese Ole Kristian Furuseth e l'austriaco Günther Mader quella di slalom gigante a pari merito e il tedesco occidentale Armin Bittner quella di slalom speciale. Il lussemburghese Marc Girardelli era il detentore uscente della Coppa generale.
La stagione femminile ebbe inizio l'8 agosto 1989 a Las Leñas, in Argentina, e si concluse il 18 marzo 1990 a Åre, in Svezia; furono disputate 33 gare (8 discese libere, 6 supergiganti, 8 slalom giganti, 9 slalom speciali, 2 combinate), in 16 diverse località. L'austriaca Petra Kronberger si aggiudicò la Coppa del Mondo generale; la tedesca occidentale Katrin Gutensohn vinse la Coppa di discesa libera, la francese Carole Merle quella di supergigante, l'austriaca Anita Wachter quella di slalom gigante e la svizzera Vreni Schneider quella di slalom speciale. La Schneider era la detentrice uscente della Coppa generale.

## Uomini

### Risultati
| Data             | Località          | Nazione     | Pista                 | Spec. | Primo                 | Secondo                    | Terzo                                |
| ---------------- | ----------------- | ----------- | --------------------- | ----- | --------------------- | -------------------------- | ------------------------------------ |
| 11 agosto 1989   | Thredbo           | Australia   | Worldcup GS           | GS    | Lars-Börje Eriksson   | Ole Kristian Furuseth      | Günther Mader                        |
| 12 agosto 1989   | Thredbo           | Australia   | Worldcup SL           | SL    | Armin Bittner         | Ole Kristian Furuseth      | Bernhard Gstrein                     |
| 23 novembre 1989 | Park City         | Stati Uniti | C.B.'s Run            | GS    | Ole Kristian Furuseth | Pirmin Zurbriggen          | Ivano Camozzi                        |
| 29 novembre 1989 | Waterville Valley | Stati Uniti | World CupT-Bar        | SL    | Alberto Tomba         | Pirmin Zurbriggen          | Marc Girardelli                      |
| 30 novembre 1989 | Waterville Valley | Stati Uniti | World CupT-Bar        | GS    | Urs Kälin             | Lars-Börje Eriksson        | Günther Mader                        |
| 2 dicembre 1989  | Mont-Sainte-Anne  | Canada      |                       | GS    | Günther Mader         | Ole Kristian Furuseth      | Armin Bittner                        |
| 3 dicembre 1989  | Mont-Sainte-Anne  | Canada      |                       | SL    | Thomas Stangassinger  | Bernhard Gstrein           | Marc Girardelli                      |
| 10 dicembre 1989 | Val-d'Isère       | Francia     |                       | SG    | Niklas Henning        | Franck Piccard             | Peter Runggaldier                    |
| 12 dicembre 1989 | Sestriere         | Italia      | Kandahar Banchetta    | SG    | Pirmin Zurbriggen     | Lars-Börje Eriksson        | Franck Piccard                       |
| 16 dicembre 1989 | Val Gardena       | Italia      | Saslong               | DH    | Pirmin Zurbriggen     | Franz Heinzer              | Kristian Ghedina                     |
| 6 gennaio 1990   | Kranjska Gora     | Jugoslavia  | Podkoren              | SL    | Jonas Nilsson         | Hubert Strolz              | Michael Tritscher                    |
| 7 gennaio 1990   | Kranjska Gora     | Jugoslavia  | Podkoren              | SL    | Armin Bittner         | Bernhard Gstrein           | Paul Accola                          |
| 11 gennaio 1990  | Schladming        | Austria     | Planai                | DH    | Franck Piccard        | Kristian Ghedina           | Daniel Mahrer                        |
| 12 gennaio 1990  | Schladming        | Austria     | Planai                | SL    | Armin Bittner         | Michael Tritscher          | Konrad Kurt Ladstätter Tetsuya Okabe |
| 12 gennaio 1990  | Schladming        | Austria     | Planai                | KB    | Pirmin Zurbriggen     | Paul Accola                | Günther Mader                        |
| 14 gennaio 1990  | Alta Badia        | Italia      | Gran Risa             | GS    | Richard Kröll         | Günther Mader              | Rudolf Nierlich Hubert Strolz        |
| 20 gennaio 1990  | Kitzbühel         | Austria     | Streif                | DH    | Atle Skårdal          | Helmut Höflehner           | Pirmin Zurbriggen                    |
| 21 gennaio 1990  | Kitzbühel         | Austria     | Ganslern              | SL    | Rudolf Nierlich       | Ole Kristian Furuseth      | Armin Bittner                        |
| 21 gennaio 1990  | Kitzbühel         | Austria     | Streif Ganslern       | KB    | Pirmin Zurbriggen     | Paul Accola                | Markus Wasmeier                      |
| 23 gennaio 1990  | Veysonnaz         | Svizzera    | Piste de l'Ours       | GS    | Richard Kröll         | Hubert Strolz              | Rudolf Nierlich                      |
| 27 gennaio 1990  | Val-d'Isère       | Francia     | La face de Bellevarde | DH    | Helmut Höflehner      | Atle Skårdal               | William Besse                        |
| 29 gennaio 1990  | Val-d'Isère       | Francia     | La face de Bellevarde | DH    | Helmut Höflehner      | William Besse              | Franz Heinzer                        |
| 29 gennaio 1990  | Val-d'Isère       | Francia     | La face de Bellevarde | SG    | Steve Locher          | Armand Schiele             | Günther Mader                        |
| 30 gennaio 1990  | Les Menuires      | Francia     | Les 4 Vents           | SG    | Günther Mader         | Ole Kristian Furuseth      | Atle Skårdal                         |
| 3 febbraio 1990  | Cortina d'Ampezzo | Italia      | Olimpia delle Tofane  | DH    | Kristian Ghedina      | Daniel Mahrer              | Helmut Höflehner                     |
| 4 febbraio 1990  | Cortina d'Ampezzo | Italia      | Olimpia delle Tofane  | DH    | Helmut Höflehner      | Franz Heinzer Atle Skårdal |                                      |
| 6 febbraio 1990  | Courmayeur        | Italia      | Chécrouit             | SG    | Pirmin Zurbriggen     | Günther Mader              | Peter Runggaldier                    |
| 3 marzo 1990     | Veysonnaz         | Svizzera    | Piste de l'Ours       | GS    | Fredrik Nyberg        | Hubert Strolz              | Richard Kröll                        |
| 4 marzo 1990     | Veysonnaz         | Svizzera    | Piste de l'Ours       | SL    | Armin Bittner         | Alberto Tomba              | Hubert Strolz                        |
| 8 marzo 1990     | Geilo             | Norvegia    |                       | SL    | Alberto Tomba         | Michael Tritscher          | Jonas Nilsson                        |
| 10 marzo 1990    | Hemsedal          | Norvegia    |                       | SG    | Pirmin Zurbriggen     | Karl Alpiger               | Hans Stuffer                         |
| 12 marzo 1990    | Sälen             | Svezia      |                       | SL    | Alberto Tomba         | Rudolf Nierlich            | Armin Bittner                        |
| 15 marzo 1990    | Åre               | Svezia      | Olympia               | DH    | Kristian Ghedina      | Franz Heinzer              | Helmut Höflehner                     |
| 17 marzo 1990    | Åre               | Svezia      | Olympia               | DH    | Atle Skårdal          | Helmut Höflehner           | Felix Belczyk                        |

Legenda:

DH = discesa libera

SG = supergigante

GS = slalom gigante

SL = slalom speciale

KB = combinata

### Classifiche

#### Generale

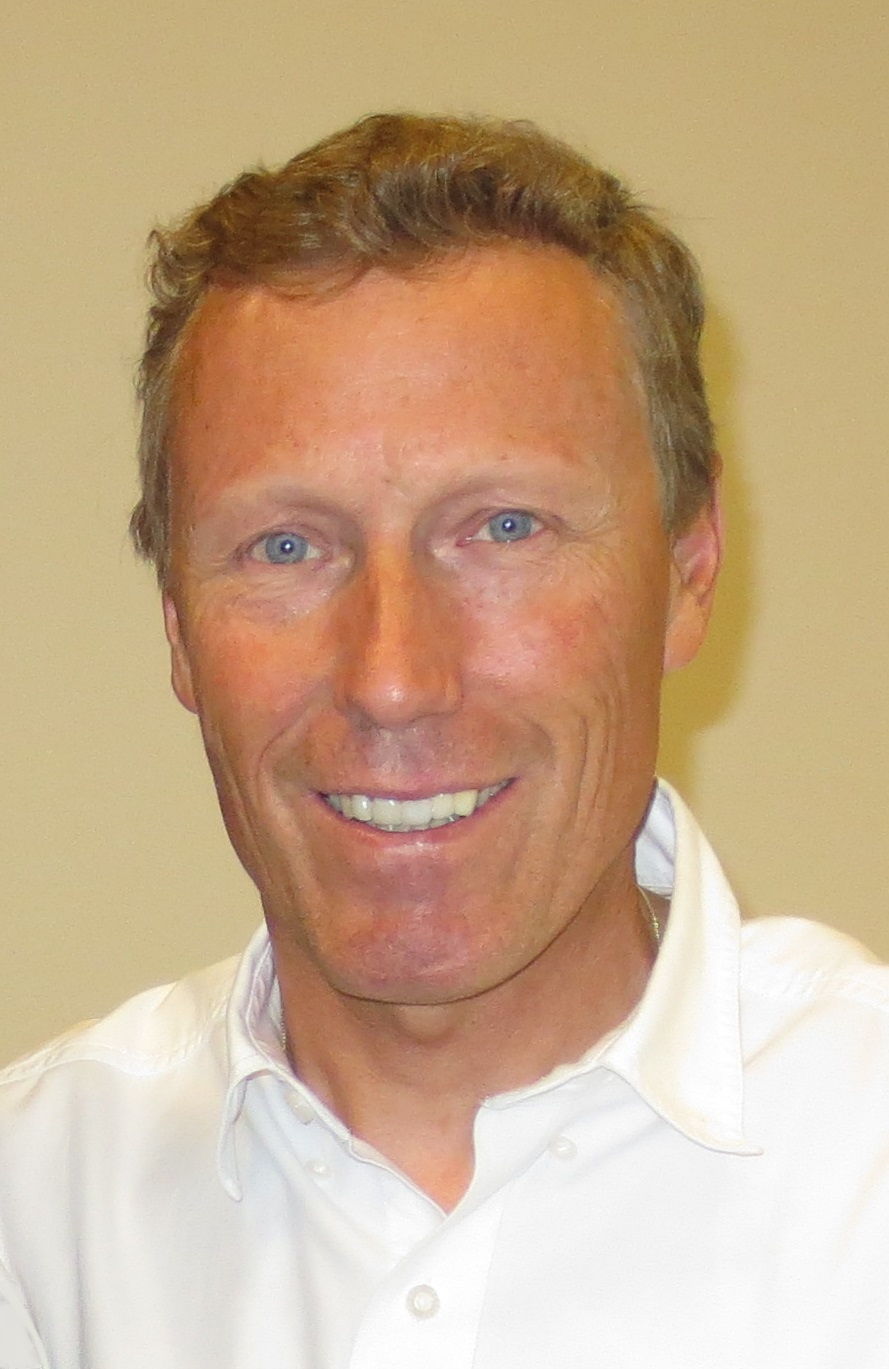
Pirmin Zurbriggen nel 2014

| Pos. | Nome                  | Nazione        | Punti |
| ---- | --------------------- | -------------- | ----- |
| 1    | Pirmin Zurbriggen     | Svizzera       | 357   |
| 2    | Ole Kristian Furuseth | Norvegia       | 234   |
| 3    | Günther Mader         | Austria        | 213   |
| 4    | Armin Bittner         | Germania Ovest | 193   |
| 5    | Helmut Höflehner      | Austria        | 174   |
| 6    | Atle Skårdal          | Norvegia       | 167   |
| 7    | Hubert Strolz         | Austria        | 155   |
| 8    | Lars-Börje Eriksson   | Svezia         | 121   |
| 9    | Alberto Tomba         | Italia         | 116   |
| 10   | Rudolf Nierlich       | Austria        | 110   |

#### Discesa libera
| Pos. | Nome              | Nazione  | Punti |
| ---- | ----------------- | -------- | ----- |
| 1    | Helmut Höflehner  | Austria  | 166   |
| 2    | Atle Skårdal      | Norvegia | 120   |
| 3    | Pirmin Zurbriggen | Svizzera | 105   |
| 4    | William Besse     | Svizzera | 88    |
| 4    | Daniel Mahrer     | Svizzera | 88    |

#### Supergigante
| Pos. | Nome                | Nazione  | Punti |
| ---- | ------------------- | -------- | ----- |
| 1    | Pirmin Zurbriggen   | Svizzera | 98    |
| 2    | Günther Mader       | Austria  | 71    |
| 3    | Lars-Börje Eriksson | Svezia   | 61    |
| 4    | Franck Piccard      | Francia  | 52    |
| 5    | Atle Skårdal        | Norvegia | 47    |

#### Slalom gigante
| Pos. | Nome                  | Nazione  | Punti |
| ---- | --------------------- | -------- | ----- |
| 1    | Ole Kristian Furuseth | Norvegia | 96    |
| 1    | Günther Mader         | Austria  | 96    |
| 3    | Hubert Strolz         | Austria  | 71    |
| 4    | Richard Kröll         | Austria  | 65    |
| 5    | Lars-Börje Eriksson   | Svezia   | 56    |

#### Slalom speciale
| Pos. | Nome                  | Nazione        | Punti |
| ---- | --------------------- | -------------- | ----- |
| 1    | Armin Bittner         | Germania Ovest | 150   |
| 2    | Ole Kristian Furuseth | Norvegia       | 95    |
| 2    | Alberto Tomba         | Italia         | 95    |
| 4    | Michael Tritscher     | Austria        | 93    |
| 5    | Bernhard Gstrein      | Austria        | 91    |

#### Combinata
Nel 1990 fu anche stilata la classifica della combinata, sebbene non venisse assegnato alcun trofeo al vincitore.
| Pos. | Nome              | Nazione        | Punti |
| ---- | ----------------- | -------------- | ----- |
| 1    | Pirmin Zurbriggen | Svizzera       | 50    |
| 2    | Paul Accola       | Svizzera       | 40    |
| 3    | Markus Wasmeier   | Germania Ovest | 27    |
| 4    | Thomas Hangl      | Austria        | 23    |
| 5    | Günther Mader     | Austria        | 15    |

## Donne

### Risultati
| Data             | Località                | Nazione     | Pista | Spec. | Prima               | Seconda             | Terza                  |
| ---------------- | ----------------------- | ----------- | ----- | ----- | ------------------- | ------------------- | ---------------------- |
| 8 agosto 1989    | Las Leñas               | Argentina   |       | DH    | Michaela Gerg       | Heidi Zeller-Bähler | Veronika Wallinger     |
| 9 agosto 1989    | Las Leñas               | Argentina   |       | SG    | Anita Wachter       | Cathy Chedal        | Petra Kronberger       |
| 24 novembre 1989 | Park City               | Stati Uniti |       | GS    | Nathalie Bouvier    | Diann Roffe         | Anita Wachter          |
| 25 novembre 1989 | Park City               | Stati Uniti |       | SL    | Vreni Schneider     | Monika Maierhofer   | Anita Wachter          |
| 2 dicembre 1989  | Vail                    | Stati Uniti |       | SG    | Regine Mösenlechner | Sigrid Wolf         | Michaela Gerg          |
| 3 dicembre 1989  | Vail                    | Stati Uniti |       | GS    | Anita Wachter       | Diann Roffe         | Vreni Schneider        |
| 9 dicembre 1989  | Steamboat Springs       | Stati Uniti |       | DH    | Maria Walliser      | Michela Figini      | Michaela Gerg          |
| 10 dicembre 1989 | Steamboat Springs       | Stati Uniti |       | SL    | Claudia Strobl      | Veronika Šarec      | Karin Buder            |
| 10 dicembre 1989 | Steamboat Springs       | Stati Uniti |       | KB    | Brigitte Oertli     | Michaela Gerg       | Anita Wachter          |
| 16 dicembre 1989 | Panorama                | Canada      |       | DH    | Petra Kronberger    | Michaela Gerg       | Karen Percy            |
| 17 dicembre 1989 | Panorama                | Canada      |       | DH    | Petra Kronberger    | Katrin Gutensohn    | Michaela Gerg          |
| 6 gennaio 1990   | Piancavallo             | Italia      |       | SL    | Vreni Schneider     | Monika Maierhofer   | Claudia Strobl         |
| 8 gennaio 1990   | Hinterstoder            | Austria     |       | GS    | Petra Kronberger    | Anita Wachter       | Michaela Gerg          |
| 9 gennaio 1990   | Hinterstoder            | Austria     |       | SL    | Vreni Schneider     | Anita Wachter       | Christine von Grünigen |
| 13 gennaio 1990  | Haus                    | Austria     |       | DH    | Maria Walliser      | Petra Kronberger    | Karin Dedler           |
| 14 gennaio 1990  | Haus                    | Austria     |       | SL    | Veronika Šarec      | Monika Maierhofer   | Claudia Strobl         |
| 14 gennaio 1990  | Haus                    | Austria     |       | KB    | Petra Kronberger    | Anita Wachter       | Ingrid Stöckl          |
| 20 gennaio 1990  | Maribor                 | Jugoslavia  |       | GS    | Mateja Svet         | Anita Wachter       | Maria Walliser         |
| 21 gennaio 1990  | Maribor                 | Jugoslavia  |       | SL    | Vreni Schneider     | Ida Ladstätter      | Patricia Chauvet       |
| 27 gennaio 1990  | Santa Caterina Valfurva | Italia      |       | DH    | Michela Figini      | Miriam Vogt         | Petra Kronberger       |
| 27 gennaio 1990  | Santa Caterina Valfurva | Italia      |       | SG    | Sigrid Wolf         | Carole Merle        | Petra Kronberger       |
| 28 gennaio 1990  | Santa Caterina Valfurva | Italia      |       | GS    | Petra Kronberger    | Anita Wachter       | Zoë Haas               |
| 3 febbraio 1990  | Veysonnaz               | Svizzera    |       | DH    | Katrin Gutensohn    | Carole Merle        | Michela Figini         |
| 4 febbraio 1990  | Veysonnaz               | Svizzera    |       | DH    | Katrin Gutensohn    | Carole Merle        | Karin Dedler           |
| 5 febbraio 1990  | Veysonnaz               | Svizzera    |       | GS    | Mateja Svet         | Anita Wachter       | Diann Roffe            |
| 10 febbraio 1990 | Méribel                 | Francia     |       | SG    | Carole Merle        | Maria Walliser      | Michaela Gerg          |
| 11 febbraio 1990 | Méribel                 | Francia     |       | SG    | Carole Merle        | Katja Seizinger     | Maria Walliser         |
| 10 marzo 1990    | Stranda                 | Norvegia    |       | GS    | Carole Merle        | Kristi Terzian      | Florence Masnada       |
| 11 marzo 1990    | Stranda                 | Norvegia    |       | SL    | Karin Buder         | Claudia Strobl      | Anita Wachter          |
| 13 marzo 1990    | Vemdalen                | Norvegia    |       | SL    | Petra Kronberger    | Ida Ladstätter      | Claudia Strobl         |
| 14 marzo 1990    | Klövsjö                 | Svezia      |       | GS    | Carole Merle        | Julie Lunde Hansen  | Mateja Svet            |
| 16 marzo 1990    | Åre                     | Svezia      |       | SG    | Carole Merle        | Michaela Gerg       | Petra Kronberger       |
| 18 marzo 1990    | Åre                     | Svezia      |       | SL    | Vreni Schneider     | Patricia Chauvet    | Pernilla Wiberg        |

Legenda:

DH = discesa libera

SG = supergigante

GS = slalom gigante

SL = slalom speciale

KB = combinata

### Classifiche

#### Generale
| Pos. | Nome             | Nazione        | Punti |
| ---- | ---------------- | -------------- | ----- |
| 1    | Petra Kronberger | Austria        | 341   |
| 2    | Anita Wachter    | Austria        | 300   |
| 3    | Michaela Gerg    | Germania Ovest | 270   |
| 4    | Maria Walliser   | Svizzera       | 227   |
| 5    | Carole Merle     | Francia        | 202   |
| 6    | Vreni Schneider  | Svizzera       | 198   |
| 7    | Mateja Svet      | Jugoslavia     | 140   |
| 8    | Michela Figini   | Svizzera       | 134   |
| 9    | Sigrid Wolf      | Austria        | 133   |
| 10   | Diann Roffe      | Stati Uniti    | 130   |

#### Discesa libera
| Pos. | Nome             | Nazione        | Punti |
| ---- | ---------------- | -------------- | ----- |
| 1    | Katrin Gutensohn | Germania Ovest | 110   |
| 2    | Petra Kronberger | Austria        | 106   |
| 3    | Michela Figini   | Svizzera       | 105   |
| 3    | Michaela Gerg    | Germania Ovest | 105   |
| 5    | Maria Walliser   | Svizzera       | 99    |

#### Supergigante
| Pos. | Nome             | Nazione        | Punti |
| ---- | ---------------- | -------------- | ----- |
| 1    | Carole Merle     | Francia        | 99    |
| 2    | Michaela Gerg    | Germania Ovest | 79    |
| 3    | Sigrid Wolf      | Austria        | 73    |
| 4    | Petra Kronberger | Austria        | 69    |
| 5    | Maria Walliser   | Svizzera       | 56    |

#### Slalom gigante
| Pos. | Nome             | Nazione     | Punti |
| ---- | ---------------- | ----------- | ----- |
| 1    | Anita Wachter    | Austria     | 133   |
| 2    | Mateja Svet      | Jugoslavia  | 89    |
| 3    | Petra Kronberger | Austria     | 85    |
| 4    | Diann Roffe      | Stati Uniti | 82    |
| 5    | Vreni Schneider  | Svizzera    | 69    |

#### Slalom speciale
| Pos. | Nome            | Nazione  | Punti |
| ---- | --------------- | -------- | ----- |
| 1    | Vreni Schneider | Svizzera | 125   |
| 2    | Claudia Strobl  | Austria  | 108   |
| 3    | Ida Ladstätter  | Austria  | 98    |
| 4    | Karin Buder     | Austria  | 94    |
| 5    | Anita Wachter   | Austria  | 89    |

#### Combinata
Nel 1990 fu anche stilata la classifica della combinata, sebbene non venisse assegnato alcun trofeo alla vincitrice.
| Pos. | Nome               | Nazione        | Punti |
| ---- | ------------------ | -------------- | ----- |
| 1    | Anita Wachter      | Austria        | 35    |
| 2    | Michaela Gerg      | Germania Ovest | 32    |
| 3    | Petra Kronberger   | Austria        | 25    |
| 3    | Brigitte Oertli    | Svizzera       | 25    |
| 5    | Chantal Bournissen | Svizzera       | 23    |